# Lion Philips

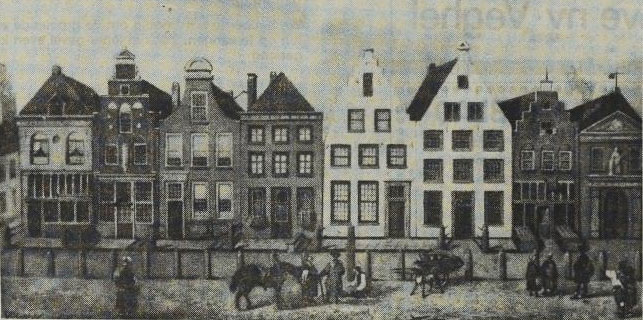
De Markt van Zaltbommel omstreeks 1850. De vierde woning van rechts is het huis van Lion Philips

Lion Philips (Zaltbommel, 29 oktober 1794 - aldaar, 28 december 1866) was een Nederlands handelaar in tabakswaren. Hij is de grootvader van Gerard en Anton Philips, en was een belangrijke geldschieter voor Karl Marx.

## Familie
Lion Philips was de zoon van Benjamin Philips en Lea Hartog. Benjamin kwam uit Veenendaal en verhuisde later met zijn familie naar Zaltbommel. Lion Philips is daar ook geboren en overleden. Hij was getrouwd met Sophie Presburg. De zuster van Sophie, Henriëtte, trouwde met de Duitse advocaat Heinrich Marx. Zij was de moeder van Karl Marx. Uit het huwelijk van Sophie en Lion werden negen kinderen geboren, onder wie de bankier Frederik Philips, de vader van de latere oprichters van het Philipsconcern, en August Philips, die advocaat en deken van de orde van advocaten te Amsterdam was.

## Zaken
Van zeven broers en twee zussen was Lion de oudste, en de enige die te Zaltbommel bleef; de anderen trokken de wijde wereld in, hetgeen voor de zaken bijzonder gunstig was. Lion begon samen met een compagnon, Gerlacus Ribbius Peletier, in 1815 een bedrijf in tabakswaren, "de Eenhoorn". De opvolgers van dit bedrijf zouden nog tot in de tweede helft van de twintigste eeuw actief blijven in de tabakshandel. Naast de tabakshandel had Lion Philips ook nog andere zakelijke activiteiten, hij poogde onder meer een dekenfabriek op te zetten, maar die brandde jammerlijk genoeg af. Zijn beleggingsactiviteiten en andere zaken verliepen aanzienlijk beter en bij zijn overlijden in 1866 werd het kapitaal van Lion Philips op zo'n ƒ 189.000 geschat.

## Religie
De familie Philips was van joodse oorsprong en kende een aantal voorzangers en rabbijnen. Dat weerhield Lion Philips en zijn vader Benjamin er niet van om op 1 februari 1826 met hun respectievelijke families toe te treden tot de Nederlandse Hervormde kerk. Er was geen maatschappelijke dwang daartoe, sinds de "gelykstaat der joden" die sinds 1796 in de Nederlanden gold, waren er geen handels- of andere belemmeringen aan het geloof. Men kan er dus van uitgaan dat de bekering uit persoonlijke overtuiging voortkwam.

## Relatie met Karl Marx
Karl Marx en Lion Philips hadden een nauwe relatie; Marx verbleef regelmatig bij de Philipsen gedurende zijn verblijf in Nijmegen en later in Zaltbommel, en schreef hem brieven. Er zijn zeven brieven aan Marx en zeven aan Philips bekend. Deze brieven behandelen diverse zaken, van de Amerikaanse burgeroorlog tot de uitvinding van elektriciteit, maar curieus genoeg niet een van de belangrijkste redenen voor de sterke betrokkenheid: geld. Lion was Marx' voornaamste sponsor en de zakelijke middelaar tussen hem en Henriëtte Presburg. Dit was nodig, want de verstandhouding tussen Marx en zijn moeder was slecht: "Ik ben (...) met mijn familie gebrouilleerd, en heb, zolang mijn moeder leeft, geen recht op mijn vermogen". Het gevolg was dat het Lion Philips was die Marx toelagen verstrekte, eerst uit de erfenis van Heinrich Marx, daarna als voorschotten op de erfenis van Henriëtte.
Na haar overlijden in 1863 betaalde Lion, die in het testament van 1849 tot een van de executeurs was benoemd, wat er na de voorschotten nog overbleef van Karls erfdeel: zevenduizend gulden, een aanzienlijk bedrag. Daarnaast stopte Lion Philips Marx af en toe ook wat extra's toe: "Van mijn oom heb ik in eerste instantie 160 pond afgeperst, zodat we het grootste gedeelte van onze schulden konden afbetalen" schrijft Marx op 7 mei 1861 aan Friedrich Engels.
Marx vond bij Lion Philips en diens zoons en dochters 'een gastvrij huis'. Bovendien kon hij er "intellectuele discussies voeren met ruimdenkende, liberale ubiquisten".

## Culturele referentie
In de Sovjet-tv-serie Karl Marks. Molodye gody ((ru)  Карл Маркс: Молодые годы, "Karl Marx' jonge jaren") wordt de rol van Lion Philips gespeeld door de bekende Oekraïense acteur Leonid Bronevoy.

## Afbeeldingen

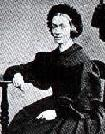
Sophie Presburg (echtgenote)
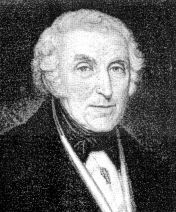
Benjamin Philips (vader)